# Lijst van rijksmonumenten in Ferwerd

De plaats Ferwerd telt 35 inschrijvingen in het rijksmonumentenregister. Hieronder een overzicht. Zie ook de 
Voor een overzicht van beschikbare afbeeldingen zie de categorie Rijksmonumenten in Ferwerd op Wikimedia:Commons.
| Object | Oorspronkelijke functie?  | Bouwjaar | Architect                                     | Locatie                                           | Coördinaten?                  | Nr.?   | Afbeelding |
| --- | ------------------------- | --- | --------------------------------------------- | ------------------------------------------------- | ----------------------------- | ------ | --- |
| Raadhuis | Overheidsgebouw           | 1840 |                                               | Hogebeintumerdijk 2                               | 53° 20' 16" NB, 5° 49' 25" OL | 15578  | Meer afbeeldingen                                                                                                |
| Groot Kahool | Boerderij                 | 1783 |                                               | Kahoolsterlaan 2                                  | 53° 21' 11" NB, 5° 50' 28" OL | 15579  | Meer afbeeldingen                                                                                                |
| Kop-hals-romp-boerderij met kap tussen puntgevels met topschoorstenen waarop borden                                                  | Boerderij                 | 1806 (voorhuis) 1887 (schuur)                                                                               |                                               | It Kleaster 3                                     | 53° 19' 8" NB, 5° 50' 8" OL   | 15580  | Meer afbeeldingen                                                                                                |
| Sint-Martinuskerk. Hervormde kerk | Kerk en kerkonderdeel     | 15e eeuw (toren, schip) 1525 (koor, uitbr. toren) 1792 (verb.) 1926-'27 (rest. kerk) 1934-'35 (rest. toren) | H.H. Kramer (1926-'27) F. Wielenga (1934-'35) | Kerkpad 1                                         | 53° 20' 20" NB, 5° 49' 26" OL | 15581  | Meer afbeeldingen                                                                                                |
| Ter Sted | Boerderij                 | 1817 |                                               | Ljouwerterdyk 13                                  | 53° 19' 56" NB, 5° 48' 32" OL | 15582  | Meer afbeeldingen                                                                                                |
| Landelijk pand met omlijste ingang onder afgeplat schilddak met dakkapel en vier hoekschoorstenen                                    | Woonhuis                  | ca. 1870 |                                               | Marrumerweg 3                                     | 53° 20' 16" NB, 5° 49' 23" OL | 15583  | Meer afbeeldingen                                                                                                |
| Voorm. molenaarshuis | Bedrijfs-,fabriekswoning  | 1764 |                                               | Molenlaan 1                                       | 53° 20' 19" NB, 5° 49' 5" OL  | 15584  | Meer afbeeldingen                                                                                                |
| Stienstrahearehuzinge, een rechthoekig pand met verdieping en middenrisaliet onder pannen schilddak met hoekschoorstenen en dakkapel | Woonhuis                  | 1800-1825                                                                                                   |                                               | Havenstraat 1                                     | 53° 20' 20" NB, 5° 49' 32" OL | 15596  | Meer afbeeldingen                                                                                                |
| Boerenhuzinge, een woonhuis van voorm. boerderij onder hoog zadeldak aan de zijkant tegen puntgevel met vlechtingen en zaagtandlijst | Boerderij                 | 18e eeuw |                                               | Hoofdstraat 33                                    | 53° 20' 22" NB, 5° 49' 33" OL | 15598  | Meer afbeeldingen                                                                                                |
| Kop-hals-rompboerderij met in de langsrichting aangebouwde schuur en met vrijstaande schuur                                          | Boerderij                 | 1789 (schuur)                                                                                               |                                               | It Kleaster 1                                     | 53° 19' 10" NB, 5° 50' 7" OL  | 15599  | Meer afbeeldingen                                                                                                |
| Kosterij, voorm. kosters- annex schoolmeesterswoning                                                                                 | Kerkelijke dienstwoning   | waarsch. 1799                                                                                               |                                               | Kerkpad 4                                         | 53° 20' 21" NB, 5° 49' 28" OL | 15600  | Meer afbeeldingen                                                                                                |
| Restanten van molen De Non | Industrie- en poldermolen | 1846 |                                               | bij Kleasterwei 3                                 | 53° 19' 11" NB, 5° 50' 41" OL | 15601  | Meer afbeeldingen                                                                                                |
| Pand met verdieping met zesruitsvensters en met gootlijst op houten consoles onder met pannen gedekt schilddak                       | Woonhuis                  | 1800-1825                                                                                                   |                                               | Nije Buorren 9                                    | 53° 20' 21" NB, 5° 49' 33" OL | 15603  | Pand met verdieping met zesruitsvensters en met gootlijst op houten consoles onder met pannen gedekt schilddak   |
| Pand met verdieping met zesruitsvensters en met gootlijst op houten consoles onder met pannen gedekt schilddak                       | Werk-woonhuis             | 1800-1825                                                                                                   |                                               | Nije Buorren 11                                   | 53° 20' 21" NB, 5° 49' 34" OL | 15604  | Pand met verdieping met zesruitsvensters en met gootlijst op houten consoles onder met pannen gedekt schilddak   |
| Pand onder zadeldak tegen puntgevel aan de Nije Buorren en gewijzigde puntgevel aan de Hoofdstraat                                   | Werk-woonhuis             | 17e eeuw |                                               | Nije Buorren 13                                   | 53° 20' 21" NB, 5° 49' 34" OL | 15605  | Meer afbeeldingen                                                                                                |
| Pand zonder verdieping tegen gevels met houten gootlijst onder hoog schilddak met dakkapellen en topschoorstenen                     | Woonhuis                  | ca. 1860 |                                               | Nije Buorren 17                                   | 53° 20' 22" NB, 5° 49' 34" OL | 15606  | Pand zonder verdieping tegen gevels met houten gootlijst onder hoog schilddak met dakkapellen en topschoorstenen |
| Stenen schuur onder zeer hoog met riet en pannen gedekt schilddak                                                                    | Boerderij                 | 18e eeuw |                                               | Reinderslaan 1                                    | 53° 20' 22" NB, 5° 49' 28" OL | 15607  | Meer afbeeldingen                                                                                                |
| It Skuonmakkershûs, pandje onder zadeldak tegen klokgevel met aanzetkrullen en zesruitsvenster in de top                             | Woonhuis                  | 1710 |                                               | Vrijhof 3                                         | 53° 20' 18" NB, 5° 49' 26" OL | 15608  | Meer afbeeldingen                                                                                                |
| Voorm. pastoorshuis (1580-1723: pastorie) (1723-1840: grietenijhuis)                                                                 | Dienstwoning              | 15e eeuw 1840 (gevel, verb.) 1973 (rest.)                                                                   |                                               | Vrijhof 5                                         | 53° 20' 18" NB, 5° 49' 26" OL | 15609  | Meer afbeeldingen                                                                                                |
| Poartewente, pand onder zadeldak tegen topgevel (vormt een geheel met de nrs. 8 en 9)                                                | Woonhuis                  | verm. 17e eeuw                                                                                              |                                               | Vrijhof 7                                         | 53° 20' 19" NB, 5° 49' 26" OL | 15610  | Meer afbeeldingen                                                                                                |
| Polysjewente, pand onder zadeldak (vormt een geheel met de nrs. 7 en 9)                                                              | Werk-woonhuis             | verm. 17e eeuw                                                                                              |                                               | Vrijhof 8                                         | 53° 20' 19" NB, 5° 49' 26" OL | 15611  | Meer afbeeldingen                                                                                                |
| It Winkeltsje, pand onder zadeldak tegen topgevel (vormt een geheel met de nrs. 7 en 8)                                              | Werk-woonhuis             | verm. 17e eeuw                                                                                              |                                               | Vrijhof 9                                         | 53° 20' 19" NB, 5° 49' 27" OL | 15612  | Meer afbeeldingen                                                                                                |
| Vrijhof (plein ten zuiden van de kerk dat vanouds bij het kerkelijke rechtsgebied behoorde)                                          | Straatmeubilair           | |                                               | Vrijhof                                           | 53° 20' 18" NB, 5° 49' 27" OL | 15613  | Meer afbeeldingen                                                                                                |
| Panden onder lang zadeldak tussen topgevels met aan de westzijde een poortdoorgang naar het kerkhof                                  | Onderdeel woningen e.d.   | verm. 17e eeuw                                                                                              |                                               | Vrijhof 7-8-9                                     | 53° 20' 19" NB, 5° 49' 26" OL | 15614  | Meer afbeeldingen                                                                                                |
| Verhoogde woonplaats | Archeologisch monument    | late middeleeuwen                                                                                           |                                               | aan de Molenlaan bij de Keekmaloane               | 53° 20' 25" NB, 5° 48' 8" OL  | 45511  | Verhoogde woonplaats                                                                                             |
| Verhoogde woonplaats | Archeologisch monument    | 12e-13e eeuw                                                                                                |                                               | ten noorden van Ljouwerterdyk 13                  | 53° 19' 59" NB, 5° 48' 31" OL | 45514  | Upload foto |
| Verhoogde woonplaats | Archeologisch monument    | late middeleeuwen                                                                                           |                                               | ten westen van de Keekmaloane t.h.v. de Molenlaan | 53° 20' 19" NB, 5° 47' 51" OL | 45515  | Upload foto |
| Verhoogde woonplaats | Archeologisch monument    | late middeleeuwen                                                                                           |                                               | aan de Molenlaan bij de Keekmaloane               | 53° 20' 26" NB, 5° 48' 13" OL | 45516  | Verhoogde woonplaats                                                                                             |
| Verhoogde woonplaats | Archeologisch monument    | late middeleeuwen                                                                                           |                                               | ca. 500 m westzuidwest van Kahoolsterlaan 2       | 53° 21' 2" NB, 5° 49' 53" OL  | 45517  | Upload foto |
| Terrein met de overblijfselen van het klooster Ferwerd                                                                               | Archeologisch monument    | 11e eeuw |                                               | bij It Kleaster 1 en 3                            | 53° 19' 10" NB, 5° 50' 9" OL  | 45532  | Upload foto |
| Stinsterrein | Archeologisch monument    | middeleeuwen                                                                                                |                                               | aan het einde van de Bongaloane                   | 53° 19' 44" NB, 5° 50' 24" OL | 45533  | Upload foto |
| Woonhuis in overgangsstijl | Woonhuis                  | 1908 | mog. J.K. van Dijk                            | Elingawei 15                                      | 53° 20' 28" NB, 5° 49' 43" OL | 507146 | Upload foto |